# Boomerang (chaîne de télévision)
Pour les articles homonymes, voir Boomerang (homonymie).
Boomerang est une chaîne de télévision américaine spécialisée dans la rediffusion de dessins animés, appartenant à Warner Bros. Discovery. La programmation de la chaîne cible entièrement la jeunesse, le matin est destiné pour les enfants de 4 à 7 ans, la journée pour les enfants de tout âge et la nuit pour les adolescents,.
Elle possède de nombreuses déclinaisons dans les pays ou régions suivants : France, Australie, Asie du Sud-Est, Royaume-Uni, Irlande, Italie, États-Unis, Espagne, Europe centrale, Norvège, Canada, Suède, Finlande, Amérique latine, Pays-Bas, Portugal, Belgique, Roumanie, etc.

## Histoire
Boomerang a été un bloc sur Cartoon Network dès le 8 décembre 1992. Il diffusait d'anciens programmes du catalogue de Warner.
La chaîne a été lancée le 1er avril 2000 sur le câble. Le bloc est resté diffusé sur Cartoon Network jusqu'au 3 octobre 2004.
Le 4 février 2014, il est annoncé que Boomerang diffusera des publicités. Un nouvel habillage, réalisé par Art & Graft, d'abord sorti en septembre 2014 sur la version latinoaméricaine de la chaîne, sort le 19 janvier 2015. Le changement d'habillage de la chaîne marque le passage à des programmes plus récents de Cartoon Network et des séries originales pour la famille,,.
En 2017, un service de vidéo à la demande Boomerang est lancé. En 2018, Boomerang et la fondation Captain Planet sont nommés meilleurs au divertissement pour le 3e annuel Shorty Social Good Awards. Depuis le lancement de HBO Max en mai 2020, une catégorie Boomerang est disponible sur le service. 
À partir de la fin de septembre 2024, selon plusieurs sources vérifiées et confirmées[Lesquelles ?] par la Warner Bros. Discovery le site Boomerang va officiellement fermer ses portes et sera donc redirigé vers le site Max qui est actuellement disponible en France depuis le 11 juin 2024[réf. nécessaire].

## Identité visuelle

### Logos

Logo du 1er avril 2000 au 19 janvier 2015.
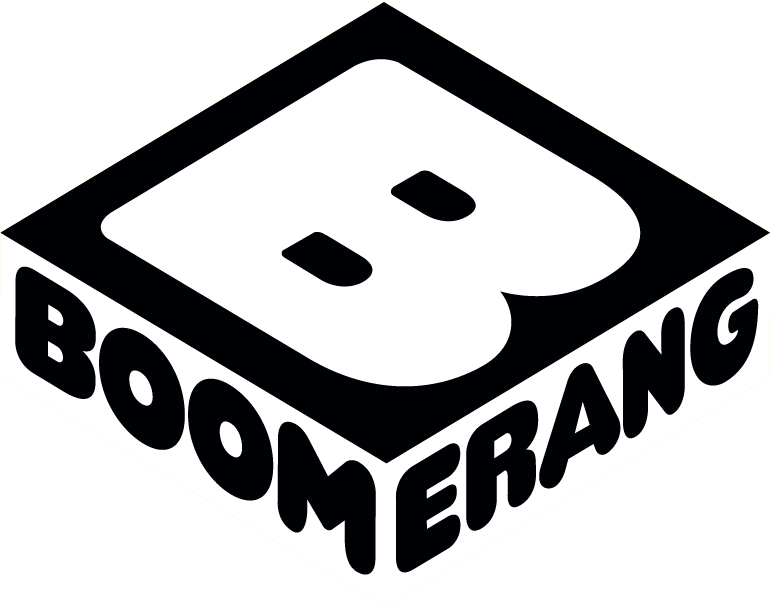
Logo depuis le 19 janvier 2015.

## Versions internationales

### Actuelles

#### Amérique
- Boomerang au Canada depuis le 27 mars 2023 par Corus Entertainment

#### Europe, Moyen-Orient et Afrique
- Boomerang en Royaume-Uni et Irlande depuis le 27 mai 2000
- Boomerang en France depuis le 23 avril 2003
- Boomerang en Italie depuis le 31 juillet 2003

#### Asie Pacifique
- Boomerang en Australie depuis le 14 mars 2004
- Boomerang en Thaïlande depuis le 14 août 2013

### Anciennes

#### Amérique
- Boomerang en Amérique latine du 2 juillet 2001 au 1er décembre 2021 (remplacé par Cartoonito)

#### Europe, Moyen-Orient et Afrique
- Boomerang en Europe, Moyen-Orient et Afrique de mars 2005 au 12 octobre 2011 (remplacé par Boomerang Europe Centrale et de l'Est et Boomerang Moyen-Orient et Afrique)
- Boomerang en Allemagne du 1er juin 2006 au 1er octobre 2018 (remplacé par Boomerang Europe Centrale et de l'Est)
- Boomerang en Espagne du 18 novembre 2004 au 1er septembre 2011 (remplacée par Cartoonito)
- Boomerang (Portugal) lancé en Angola et Mozambique le 21 avril 2015 et au Portugal le 26 avril 2018 jusqu'au 23 mars 2023 (précédemment Boomerang Moyen-Orient et Afrique et remplacé par Cartoonito)
- Boomerang en Europe Centrale et de l'Est du 12 octobre 2011 au 18 mars 2023 (en séparation de Boomerang Europe, Moyen-Orient et Afrique et remplacé par Cartoonito)
- Boomerang en Afrique, lancé dans une chaîne partagée en Europe, Moyen-Orient et Afrique en mars 2005, séparé d'Europe centrale et de l'est le 12 octobre 2011 et de la région MENA le 1er juillet 2016, jusqu'au 25 mars 2023 (remplacé par Cartoonito)
- Boomerang en Turquie du 23 avril 2016 au 4 septembre 2023 (remplacée par Cartoonito)
- Boomerang dans la région MENA et en Grèce, lancé dans une chaîne partagée en Europe, Moyen-Orient et Afrique en mars 2005, séparé d'Europe centrale et de l'est le 12 octobre 2011 et du reste de l'Afrique le 1er juillet 2016, jusqu'au 4 septembre 2023 (remplacé par Cartoonito)
- Boomerang en Scandinavie du 30 septembre 2010 au 4 septembre 2023 (remplacée par Cartoonito)

#### Asie Pacifique
- Boomerang en Asie du Sud du 1er septembre 2005 au 1er décembre 2012 (remplacé par Toonami) et relancé du 1er janvier 2015 (en remplacement de Cartoonito) au 28 juillet 2023 (remplacé par Cartoonito)
- Boomerang en Corée du Sud du 14 novembre 2015 au 1er juillet 2024 (remplacée par Cartoonito)